# とつげき東北
とつげき東北 (とつげきとうほく、1976年 - ) は、兵庫県出身の元ネット雀士。麻雀研究家。初めて数理的・統計的な麻雀戦術書『科学する麻雀』を出版した麻雀の科学的研究のパイオニア。
文中の麻雀用語の意味は、麻雀用語一覧を参照。

## 略歴

### 『科学する麻雀』出版まで
1976年、兵庫県に生まれる。小学生時代は、家庭のルールでゲーム禁止であったが、父親が買ってきたMSXで別のことをやっているふりをして、パソコンゲームで遊んでいた。やがて、BASICのソースコードを改ざんして簡単なチートで遊んだり、BASICでプログラミングして簡単なゲームを作って遊んだり、BASICで作られたソフトウェアを機械語に書き換えたりして遊ぶようになった。大学受験では、東京大学を受けるも不合格となり、後期で合格した東北大学工学部通信工学科に進学。1999年頃、オンライン麻雀東風荘で対戦を始め、麻雀戦術サイト「システマティック麻雀研究所」を立ち上げる。自分の雀力上達のために東風荘の牌譜から詳細データを統計的に分析し、シミュレーションもできるツール「できすぎくん」を自作しサイトに投稿した。2001年に大学卒業。北陸先端科学技術大学院大学情報科学研究科に進学するも2002年に中退。とつげき東北のサイトとツールを見た講談社現代新書の編集者から電話が入った縁で、2004年に「科学する麻雀」を著作した。

## 作品

### 著書
- 『科学する麻雀』講談社〈講談社現代新書〉、2004年 ISBN 978-4-06149765-8
- 『超・入門 科学する麻雀』福地誠編、洋泉社〈洋泉社MOOK〉、2007年 ISBN 978-4-86248099-6
- 『おしえて!　科学する麻雀』福地誠編、洋泉社、2009年 ISBN 978-4-86248372-0
- 『新版　おしえて!　科学する麻雀』福地誠編、洋泉社、2017年 ISBN 978-4800313454
- 『場を支配する「悪の論理」技法』フォレスト出版、2018年 ISBN 978-4866800073
- 『新 科学する麻雀』ホビージャパン、2021年 ISBN 978-4798626048
- 『新 科学する麻雀 実践問題集』ホビージャパン、2022年 ISBN 978-4798627496

### 制作協力
- ネマタ『勝つための現代麻雀技術論』福地誠編、洋泉社、2014年 ISBN 978-4800303103 (ゆるっとまあじゃん座談会 参加)
- 小林剛『スーパーデジタル麻雀』竹書房、2016年 ISBN 978-4801907393 (推薦文寄稿　p7)

### データ解析
- 『MJ4攻略大全』ホビージャパン〈ホビージャパンムック〉、2008年　ISBN 978-4894257887

### 連載
- 『もっと科学する麻雀』ネマタ共著（近代麻雀オリジナル 2011年9月号 - 2012年2月号）

### 論文
とつげき東北 CiNii（国立情報学研究所）
- 『牌譜の解析による麻雀の分析』伊藤毅志共著 (人工知能学会論文誌 通号135 2009年5月)
- 『合理的な不合理主義者としてのアカギ』(ユリイカ 第41巻第12号 2009年10月)

### 出演
- 麻雀異種格闘技戦!!マーチャオCUP（MONDO21）

## 評価

### 『科学する麻雀』書評
- 井出洋介　統計的手法は意義深いが、不特定多数を相手にした東風戦のネット麻雀と一般的な麻雀は性格が違う。全てに通用するほど麻雀は薄っぺらではないと思う[4]。
- 五十嵐毅　素晴らしい本。統計に裏打ちされた戦術書は絶対に必要だと思っていた。雀荘のメンバーなどには有意義だと思う。ただし、競技麻雀で有効かは疑問[4]。
- 石橋伸洋　『科学する麻雀』出版以降、統計データを基にした戦術書が多く出版された。手役重視、好形重視、流れ論などの固定観念が否定され、スピードやベタオリなどが重視されるようになり現代流の麻雀が進化してきた[5]。
- 比嘉秀仁　『科学する麻雀』出版以降、統計的アプローチによる押し引き判断や、「中途半端に回すよりベタオリした方が損しない」という考え方が常識になった。ただし、細部は、個人の感覚で調整しなければならない時が多くある[6]。
- 宮内悠介　大量に取ったデータを前提にしているアプローチは、画期的だと思う[7]。

## 関連人物
- 福地誠　麻雀関連を中心に多数の著作をもつライター。編集者。『科学する麻雀』の改訂版を編集した。『科学する麻雀』の難解な数式などを除いて分かりやすく解説したのが『超・入門 科学する麻雀』、それと『MJ4攻略大全』の記載内容を合わせて新たに改訂したのが『おしえて!　科学する麻雀』である。
- 伊藤毅志　電気通信大学准教授。『ゲーム情報学概論』など多数の著作をもつ。
- ネマタ　麻雀専門ニュースサイト「麻雀ウオッチ」ライター。著書に『勝つための現代麻雀技術論』、『もっと勝つための現代麻雀技術論 実戦編』、『 天鳳公式完全攻略読本』がある。
- みーにん　麻雀数理研究会代表（会員は、とつげき東北とnisi）。著書に『統計で勝つ麻雀』、『「統計学」の麻雀戦術』、『知るだけで強くなる麻雀の２択』梶本琢程と共著、『データで勝つ三人麻雀』がある。とつげき東北サイト「システマティック麻雀研究所」内の「最強水準になるための麻雀講座」の内容に感動し、『科学する麻雀』を読んで簡単に応用できそうだと思ったのが麻雀研究を始めたきっかけ[8]。
- nisi　麻雀数理研究会会員。雀ゴロK著『現代麻雀最新セオリー』のデータ監修を行った。